# Rektorat Politechniki Poznańskiej

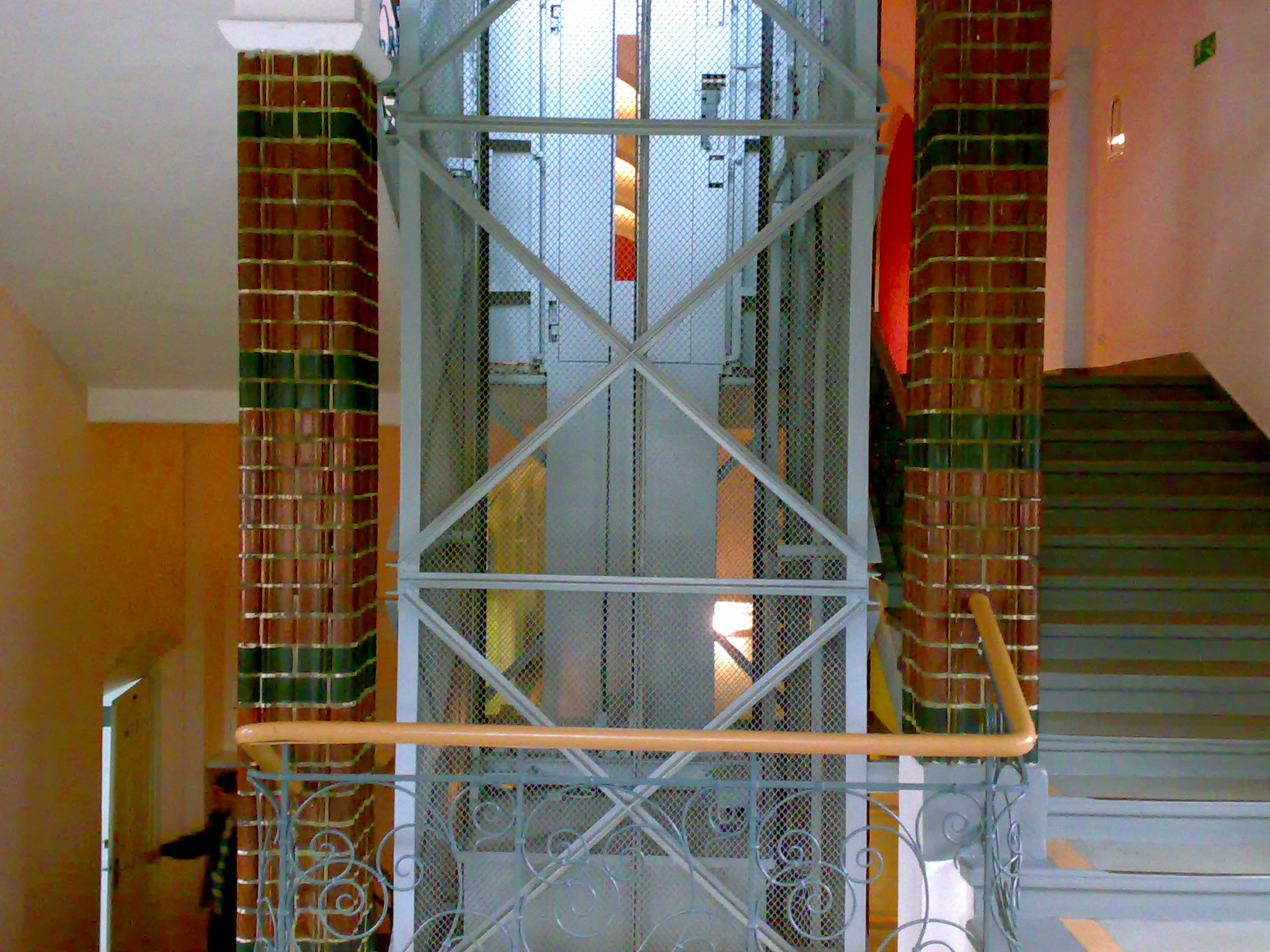
Stara winda

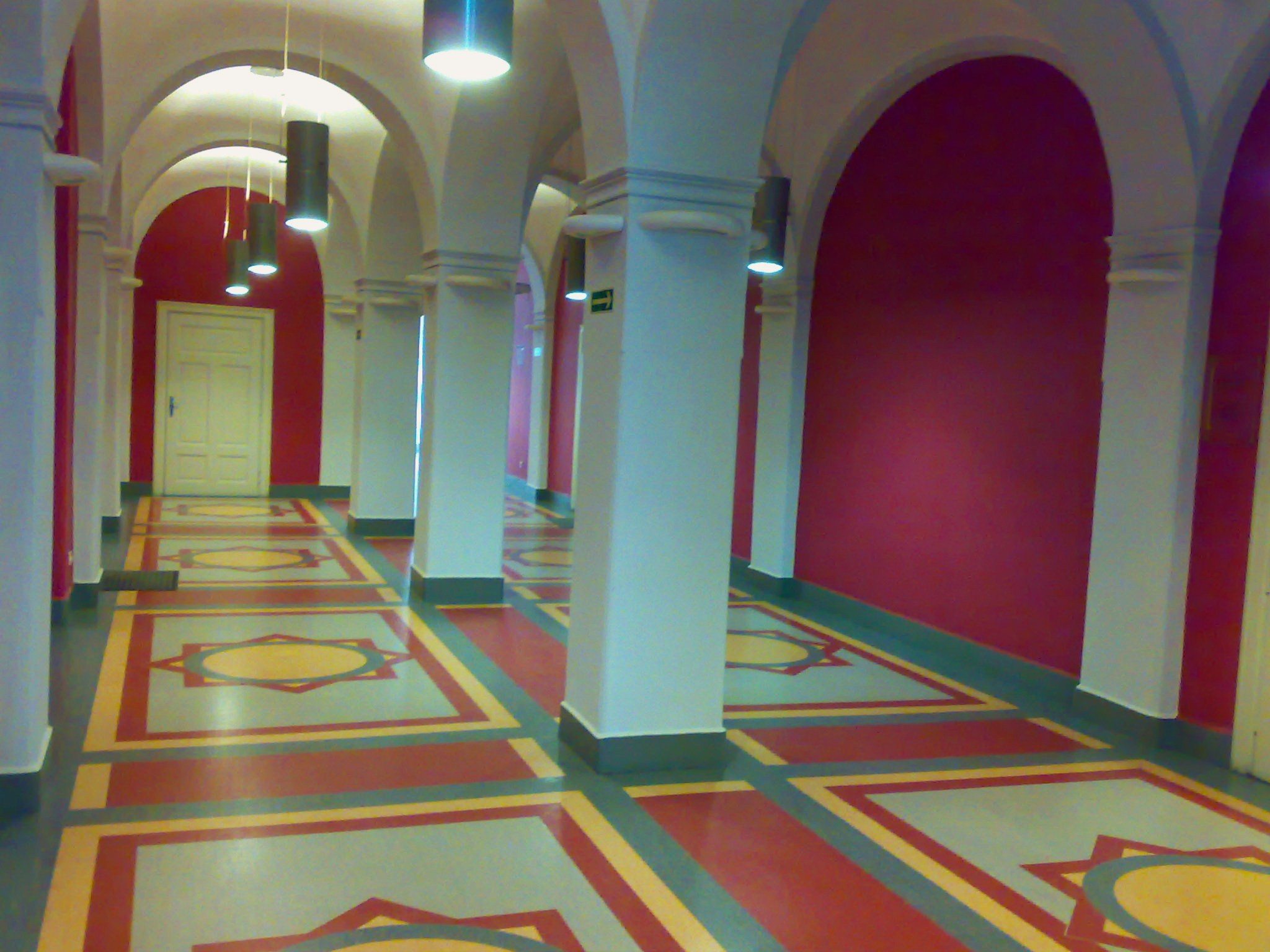
Korytarz

Rektorat Politechniki Poznańskiej – budynek uczelniany Politechniki Poznańskiej, wybudowany w 1907 roku, jako gmach główny Królewskiej Wyższej Szkoły Budowy Maszyn. Zlokalizowany w pobliżu jednego z poznańskich rynków miejskich (Rynek Wildecki), przy placu Marii Skłodowskiej-Curie nr 5 (Kampus Wilda).

## Architektura
Obiekt zaprojektował Heinrich Grüder w formach neorenesansowych, nadając mu dość nietypową formę, z dominującą klatką schodową w ośmiobocznej wieży, nakrytej charakterystycznym dla panoramy Wildy hełmem. Oprócz gmachu głównego powstała hala maszyn i dom dla woźnego. Całość założenia dopełniła zieleń parkowa i ogrodowa.
Wewnątrz budynku znajdują się (oprócz pomieszczeń rektorskich) winda z okresu budowy (wkomponowana w światło klatki schodowej), Sala Historii Politechniki Poznańskiej i reprezentacyjne korytarze. Klatkę schodową zdobią witraże autorstwa A.Kruszony z 1980, wykonane w darze dla uczelni.

## Tablice pamiątkowe
Wewnątrz:
- ku czci studentów Politechniki: Michała Dąbrowicza (lat 23), Czesława Milanowicza (lat 26) i Leszka Rasia (lat 26), poległych podczas Powstania Poznańskiego w 1956,
- z 1989, ku czci profesorów i absolwentów internowanych w Oflagu VII A Murnau: Józefa Węglarza, Floriana Anyżewskiego, Stanisława Jeziorkowskiego, Antoniego Krzemińskiego, Jana Kutnika, Zdzisława Leczyka, Bolesława Madejskiego, Bernarda Maligłowskiego, Stanisława Morawskiego, Adama Niezręckiego, Marcelego Różańskiego i Bogumiła Szmitta,
- ku czci prof. dra Zygmunta Butlewskiego (1907-1980), matematyka, specjalisty w zakresie równań różniczkowych, twórcy ośrodka matematycznego Politechniki.

Na elewacji i w bruku:
- o treści: Politechnika Poznańska / 70 lat polskiego wyższego szkolnictwa technicznego w Poznaniu / 1919-1989,
- pozioma okrągła, przed wejściem, z herbem Poznania, wyobrażeniem trybu i napisem Politechnika Poznańska.

## Otoczenie
Gmach Politechniki jest elementem reprezentacyjnego zespołu urbanistycznego centrum Wildy, który powstał po roku 1900, a więc po włączeniu osady w granice Poznania. Towarzyszą mu bezpośrednio:
- szkoła powszechna przy Pl. Skłodowskiej-Curie 1 (obecnie Politechnika Poznańska) z 1898 r. – rej. zabytków nr A 327 z 29.10.1991[1]
- Zakład dla Starców Fundacji Bergera przy Pl. Skłodowskiej-Curie 2 (obecnie PP) z 1909 r. – rej. zabytków nr A 328 z 31.10.1991[1],
- dom mieszkalny Królewskiej Szkoły Budowy Maszyn przy Pl. Skłodowskiej-Curie 5a (obecnie PP) – rej. zabytków nr A 433	1993.12.29
- skwer Kurczewskiego (nazwa od 2011),
- dawna łaźnia wildecka z 1908 r.,
- kościół Maryi Królowej.